# Richard D. James (engenheiro)
Richard D. James (8 de novembro de 1952) é um engenheiro especialista em ciência dos materiais. É conhecido por suas pesquisas sobre transições de fase.

## Biografia
Formou-se em engenharia na Universidade Brown em 1974 e Ph.D em Engenharia mecânica na Universidade Johns Hopkins em 1979.
Foi pesquisador em Mecânica e Termodinâmica na Universidade de Minnesota (1979-1980) e depois tornou-se Professor Assistente na Divisão de Engenharia da Universidade Brown (1981-1985). Desde 1985, trabalha na Universidade de Minnesota: Professor Associado de Engenharia Aeroespacial e Mecânica (1985-1991); Professor de Engenharia Aeroespacial e Mecânica (1991-presente); Professor Distinto da Universidade McKnight, Engenharia Aeroespacial e Mecânica (1998-presente); catedrático da cadeira Russell J. Penrose do departamento de Engenharia Aeroespacial e Mecânica (2001-2011); docente de Pós-Graduação do Departamento de Engenharia Química e Ciência dos Materiais (2016-presente).
É membro da Society for Industrial and Applied Mathematics (SIAM) e da Sociedade de Pesquisa de Materiais (MRS). Recebeu diversos prêmios e honrarias, incluindo Professor visitante Rothschild no Instituto Isaac Newton de Ciências Matemáticas, Universidade de Cambridge (1999); Cátedra John von Neumann, Universidade Técnica de Munique (2006); Prêmio de Pesquisa Sênior Alexander von Humboldt, Fundação Alexander von Humboldt, Alemanha (2006); Professor Honorário Consultor, Universidade de Ciência e Tecnologia de Huazhong, Wuhan (2007); Medalha William Prager, Society of Engineering Science (2008); Medalha Warner T. Koiter, Sociedade dos Engenheiros Mecânicos dos Estados Unidos (2008); Prêmio Theodore von Kármán, SIAM (2014); Simons Fellow, Instituto Isaac Newton de Ciências Matemáticas, Cambridge (2019); Vannevar Bush Faculty Fellowship (2019), Departamento de Defesa dos Estados Unidos.
James foi palestrante convidado do Congresso Internacional de Matemáticos no Rio de Janeiro (2018: Symmetry, invariance and the structure of matter). Com John Macleod Ball, foi um dos editores chefe do Archive for Rational Mechanics and Analysis.